# Маале-Михмас
Маале-Михмас — еврейское поселение в Самарии. Расположено в Мате-Биньямин, западнее Иудейской пустыни в 14 км от Иерусалима.

## История
Поселение основано в 1981 году переселенцами из Маале-Адумим. Названо в честь библейского города Михмас. Это общинное и религиозное поселение.

## Население
По данным Центрального статистического бюро Израиля, население на начало 2020 года составляло 1 529 человек.
Население составляют жители, родившиеся в Израиле, а также приехавшие из англоязычных стран, Южной Америки, Франции и Эфиопии. Израильский политик и бывший депутат Кнессета Отниэль Шнеллер жил (или живёт) в поселении.